# Åkertjärnen, Västmanland
Åkertjärnen är en sjö i Köpings kommun i Västmanland och ingår i Norrströms huvudavrinningsområde.